# Acanthopagrus vagus
Acanthopagrus vagus — вид окунеподібних риб родини Спарових. Вид зустрічається біля берегів острова Південно-Африканської республіки та Мозамбік. Риба мешкає в естуаріях річок (річка Замбезі та кілька дрібних річок) . Розмноження відбувається у відкритому морі, де риба проходить стадії яйця та личинки.

## Опис
Риба завдовжки сягає до 26.2 см.